# Louis Villard
Pour les articles homonymes, voir Villard.
Louis Villard, né le 7 juillet 1856 à Lausanne et mort le 29 juin 1937 à Clarens, est un architecte suisse travaillant dans le canton de Vaud, connu essentiellement pour ses constructions d’hôtels à Montreux.

## Biographie
Fils d’agriculteur, il s'est formé d'abord en autodidacte puis dans le cadre de la planification de l’exposition nationale de Zurich (1883) avant d'entrer au bureau des frères Henri et Charles Chaudet, entrepreneurs à Clarens.
Il épouse en 1883 Mathilde Nélida Isoz, sœur de l’architecte lausannois Francis Isoz. Il faut attendre 1892 pour trouver un premier chantier vraiment attribué à Villard, un immeuble locatif sur l’avenue Nestlé à Montreux. Etabli d'abord à Clarens, puis à Vernex, il ne figure comme architecte dans l’Indicateur vaudois qu’à partir de 1898. Dès 1906 il aura son atelier à la villa Toscane à Montreux. L’avenue des Alpes, à Montreux, alors en plein développement, devient l’une des zones d’activités privilégiées de ce bâtisseur, puisque de 1894 à 1914, il y élève quelque 35 édifices locatifs, commerciaux et hôteliers.
Avec Eugène Jost et Ami Chessex, Louis Villard compte parmi les acteurs principaux du développement touristique de Montreux. Nombre de grands établissements, tels que les hôtels Excelsior (1893-1906), Eden Palace (1894-1906), Splendid (1902), Château-Belmont (1903) et Suisse Majestic (1906) , témoignent de son art. Il en va de même pour les villas jumelles Toscane et Pauline (1906), demeures que l’architecte partage avec son ami le notaire Louis Rosset.
Hors du contexte strictement montreusien, Louis Villard travaille également pour les principaux promoteurs des Avants, et construit divers bâtiments pour la  Compagnie du chemin de fer Montreux - Oberland Bernois (MOB).